# Festung von Belgrad
Die Festung von Belgrad bildet den historischen Kern der serbischen Hauptstadt Belgrad und stammt in ihrer Grundstruktur vom Anfang des 15. Jahrhunderts, wurde aber insbesondere Ende des 17. Jahrhunderts und Anfang des 18. Jahrhunderts durch modernere Bastionen ausgebaut.
Die zentral gelegene Festung von Belgrad war während der militärischen Konfrontation um die Vorherrschaft in Ostmitteleuropa zwischen den Großmächten der Habsburgermonarchie und dem Osmanischen Reich in den Türkenkriegen erbittert umkämpft und wurde im 17. und 18. Jahrhundert kurzzeitig von Österreich gehalten. Im Zuge des Ersten Serbischen Aufstands gegen die Türken eroberten die Serben 1807 die Festung, die bis 1867 jedoch einen osmanischen Kommandanten behielt.
Strategisch auf einem 50 Meter hohen Kalksporn über dem Flussdelta der Save in die Donau gelegen, ist die Festung das Wahrzeichen der Stadt. Neben Wällen, Bastionen, Türmen und Toren sind die zahlreichen Monumente sowie zwei Kirchen und das Militärhistorische Museum Serbiens touristische Anziehungspunkte in der Anlage.
Im ehemaligen Vorfeld der Festung sind der Große und der Kleine Kalemegdan als großzügige Parkanlagen sowie der Zoo von Belgrad eingerichtet.

## Lage
Die Festung liegt oberhalb der Mündung der Save in die Donau und teilt sich in die auf dem Kalkplateau liegende Oberstadt oder Oberburg und die in der Alluvialebene liegende Unterstadt oder Unterburg auf. Von der Terrasse der Oberstadt bietet sich ein weiter Blick über die Flüsse Save und Donau, auf die im Mündungsbereich liegende Große Kriegsinsel (Veliko ratno ostrvo) sowie auf die Belgrader Stadtteile Zemun und Novi Beograd. Gegen Norden erstrecken sich die flachen einförmigen Niederungen der Pannonischen Tiefebene. Nach Süden ziehen sich von der Festung die Mittelgebirgszüge der Šumadija. Ober- und Unterstadt sind über ein einziges Tor verbunden.
In der mittelalterlichen Blütezeit zu Anfang des 15. Jahrhunderts befand sich in der Oberstadt die Residenzanlage des Despoten Stefan Lazarević. Die Unterstadt beherbergte die Wohnstadt, die religiösen Einrichtungen mit dem Franziskanerkloster sowie die Orthodoxe Stadtkathedrale, der Belgrader Mitropolija. Ein Donauhafen bestand seit Anfang des 15. Jahrhunderts, ein Savehafen schon unter König Stefan Uroš II. Milutin, der die Savevorstadt errichteten ließ.

### Beschreibung

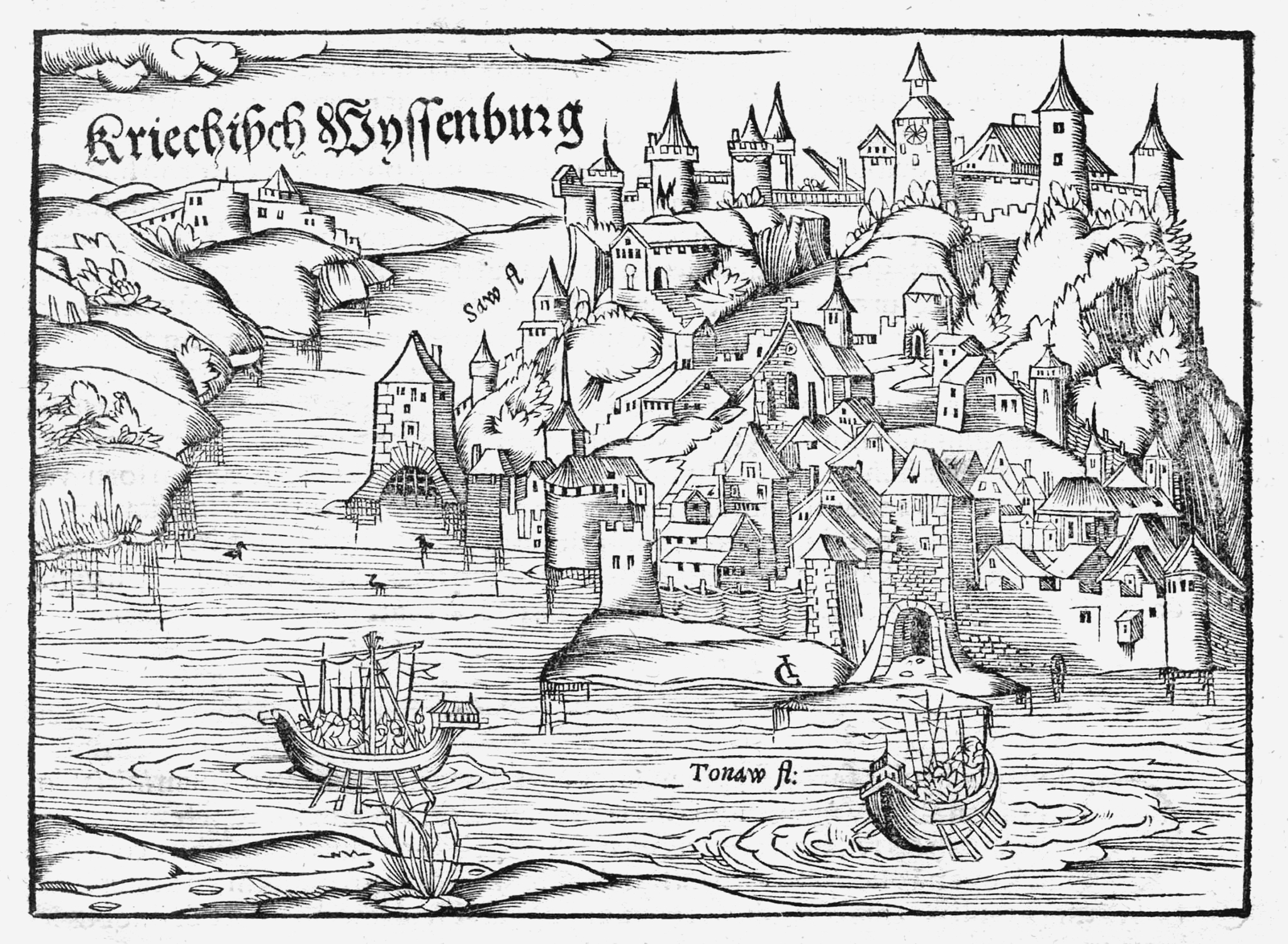
Belagerung von Belgrad (Kriechisch Wysseburg) 1456, Holzschnitt

Die Festung besteht aus zwei Teilen: der Oberstadt, die das Plateau des einstigen römischen Castrums, byzantinischen Kastells und der Stadt des Despoten einnimmt, sowie der Unterstadt. Der spätantike-mittelalterliche Kern der Oberstadt wurde im Barock im Süden und Osten durch Bastionen verstärkt. Die Unterstadt teilt sich in den westlichen, im 13. und 14. Jahrhundert unter König Stefan Uroš II. Milutin errichteten Stadtteil, die Vorstadt des Despoten vom Anfang des 15. Jahrhunderts am Flussufer sowie den vorgelagerten Artillerie-Bastionen im Osten.
Die einst turmreiche Oberstadt hat ihr Aussehen insbesondere im 17. bis 18. Jahrhundert stark verändert, als die für Blankwaffen konzipierten Türme obsolet wurden und verstärkt Bastionen für Geschütze errichtet wurden. Das ehemalige Schloss des Despoten in der Oberstadt ist bei der Eroberung Belgrads 1688 zerstört worden.

### Strategische Bedeutung der Festung
Die Festung von Belgrad und damit die Stadt Belgrad besitzen seit je eine besondere strategische Position auf der Balkanhalbinsel. An der Grenze der Pannonischen Tiefebene und der südosteuropäischen Gebirgshalbinsel gelegen, steht die Festung an der Kreuzung der wichtigsten Straßenverbindungen, die seit der Antike die Stadt mit Konstantinopel (heute Istanbul) sowie Thessaloniki verband. Die Via Militaris, die Via Egnatia sowie deren historische nachfolgenden Straßen nahmen in Belgrad ihren Anfang. Neben den Straßenverbindungen treffen sich bei der Festung auch die Flüsse Save und Donau, der bedeutendste Strom Europas.
Das lokale Relief begünstigte zusätzlich die Anlage der Festung auf einem breiten Plateau auf dem Kamm der Šumadija, der nur über einen Steilhang mit den Flurniederungen verbunden ist.
Diese strategische Lage führte unter anderem dazu, dass drei Kreuzzüge (1096, 1147 und 1189) durch Belgrad führten und die Stadt ständigen Eroberungen in ihrer wechselvollen Geschichte ausgesetzt war.

## Geschichte

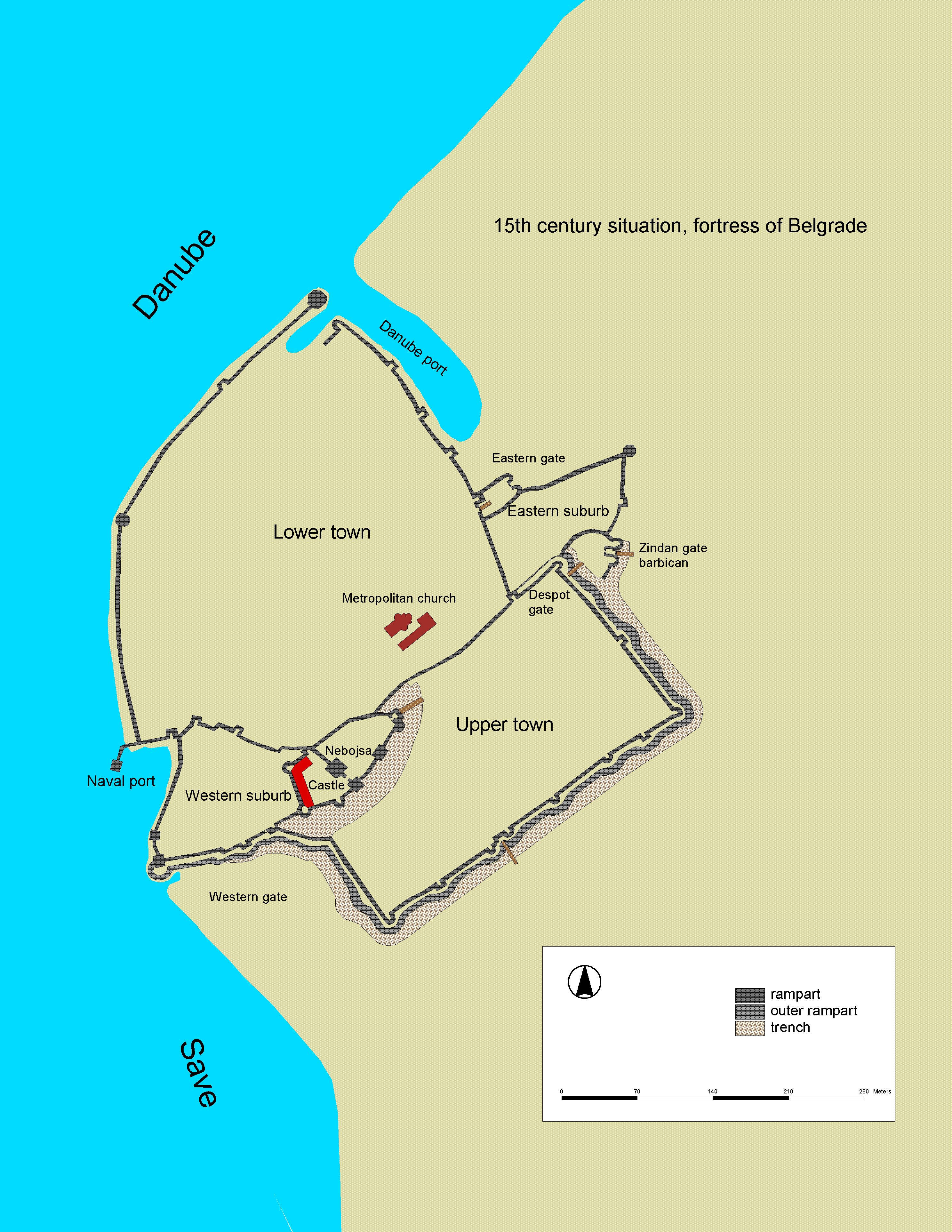
Situation im 15. Jahrhundert

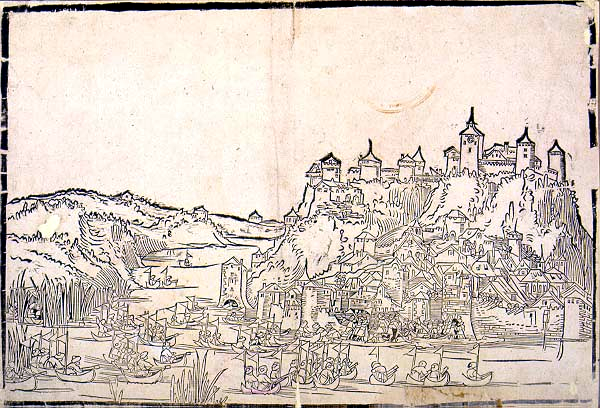
Historischer Holzschnitt der Belagerung von Belgrad durch Süleyman dem Prächtigen (1521), der die Festung dem osmanischen Reich einverleibt.

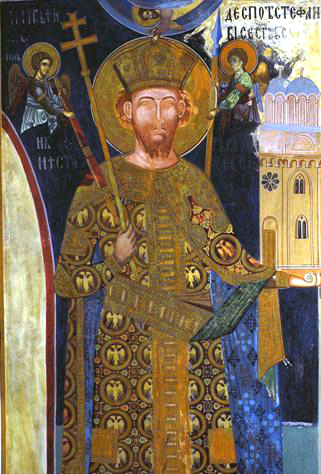
Despot Stefan Lazarević macht Belgrad 1403 zu seiner Hauptstadt.

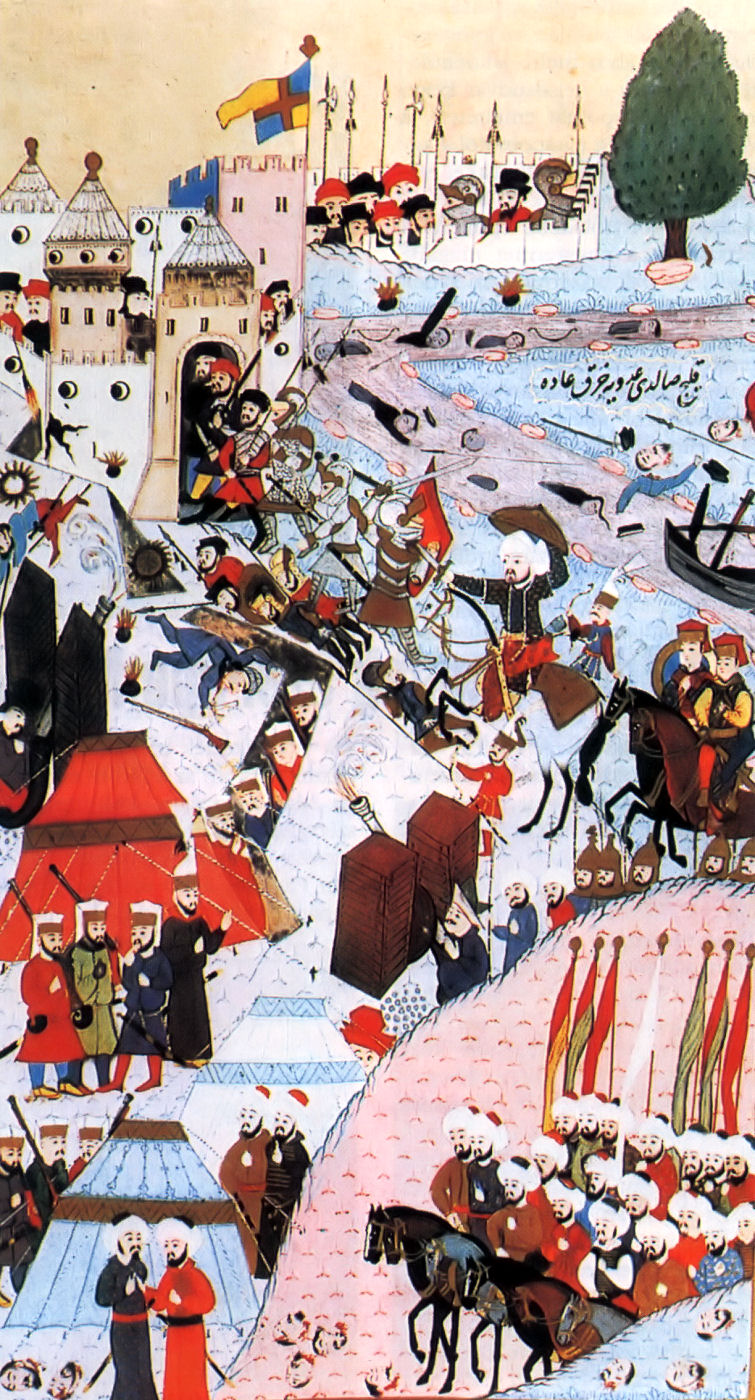
Die entscheidende Schlacht während der Belagerung von Belgrad 1456 wird auf der türkischen Miniatur dargestellt. Links oben ziehen sich die Ungarn durch das Tor des Despoten in die Oberstadt zurück, die vom Donjon Nebojša Kula bewacht wird.

Aufgrund der günstigen strategischen Lage wurde die Bergkuppe schon im 3. Jahrhundert v. Chr. von keltischen oder thrako-keltischen Stämmen, den Skordiskern, befestigt. Die Römer, die die Stadt im 1. Jahrhundert v. Chr. eroberten, bezeichneten die Siedlung als Singidunum, was wahrscheinlich runde Festung oder runde Stadt in der Keltischen Sprache bedeutet. Im Jahr 86 n. Chr. wurde die Legio IV. Flavia Felix nach Singidunum verlegt. Nach der Zerstörung dieses Militärlagers durch die Goten und Hunnen geriet die Siedlung an das Byzantinische Reich, das mit der von Justinian I. betriebenen Restauratio imperii den Donaulimes absicherte. Die Stadt Singidunum wurde dabei in Form eines wesentlich verkleinerten, aber mit starken Mauern befestigten byzantinischen Kastrons innerhalb des aufgegebenen Legions-Standlagers (Castra) erneuert. Während der Landnahme der Slawen auf dem Balkan um 625 musste das Kastron dann aufgegeben werden. Nach einer folgenden wechselvollen Geschichte vom 9. bis 12. Jahrhundert wurde das Kastell durch den byzantinischen Kaiser Manuel I. um 1153 erneuert. Manuel kontrollierte die Arbeiten an der Festung mehrmals persönlich. In dieser Zeit kam die Bezeichnung Griechisch Weißenburg wegen des eingesetzten weißen Baumaterials für das heutige Belgrad in Westeuropa auf.
Der serbische Despot Stefan Lazarević (ca. 1377–1427) ließ Belgrad als neuen Mittelpunkt seines Reichs durch gewaltige Bauwerke in der Oberen und Unteren Stadt weiter verstärken. Innerhalb des alten Kastells entstand das Schloss des Despoten und am Ufer der Save wurde der Kriegshafen erweitert. Später erhielt das ungarische Reich Belgrad zurück. Die Ungarn unter Königs Sigismund konnten die Festung gegen die Osmanen halten, die bis Anfang der zweiten Hälfte des 15. Jahrhunderts den größten Teil Serbiens erobert hatten. Für die Osmanen stellte Belgrad ein großes Hindernis auf dem Weg nach Mitteleuropa dar, das sie deshalb zu erobern trachteten. Sie griffen die Stadt am 4. Juli 1456 an und belagerten sie (Belagerung von Belgrad (1456)), konnten sie jedoch nicht einnehmen. Nach weiteren 65 Jahren gelang die Eroberung unter Führung von Süleyman I. am 28. August 1521 dann jedoch. So wurde Belgrad im 16. Jahrhundert ein wichtiger Stützpunkt der Osmanen für ihre Feldzüge gegen den Westen und blühte als Handelsort auf. Die Festung ließen die Herrscher unangetastet, erst unter der österreichischen Besatzung 1717–1739 wurde sie zu einer der stärksten militärischen Befestigungen in Europa ausgebaut.

## Denkmäler

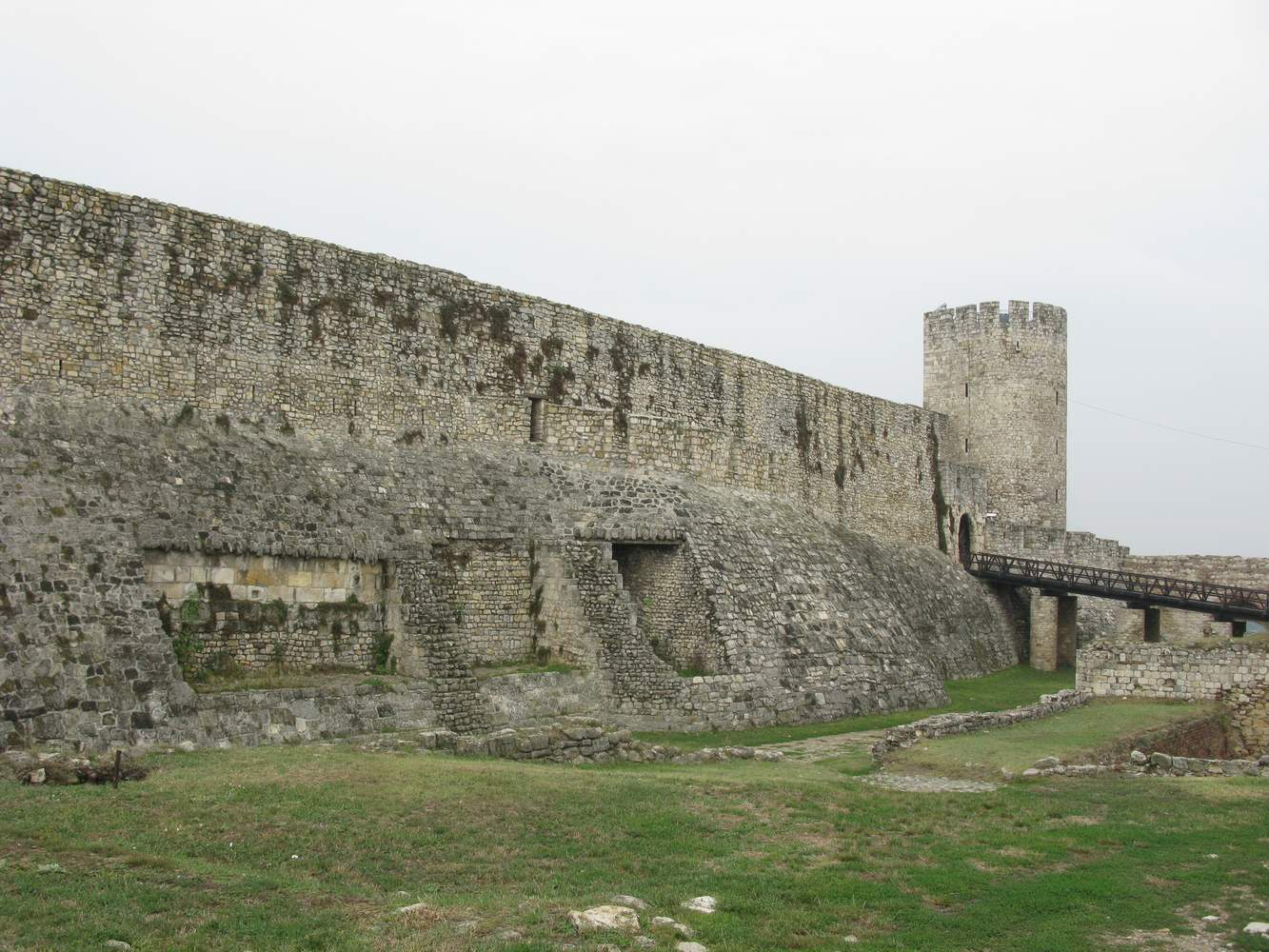
Nordostseite der Oberstadt mit dem Castellan-Turm und dem Tor des Despoten (1403–1427). Römische Mauerreste sind in den unteren Mauerteilen des Walles sichtbar.

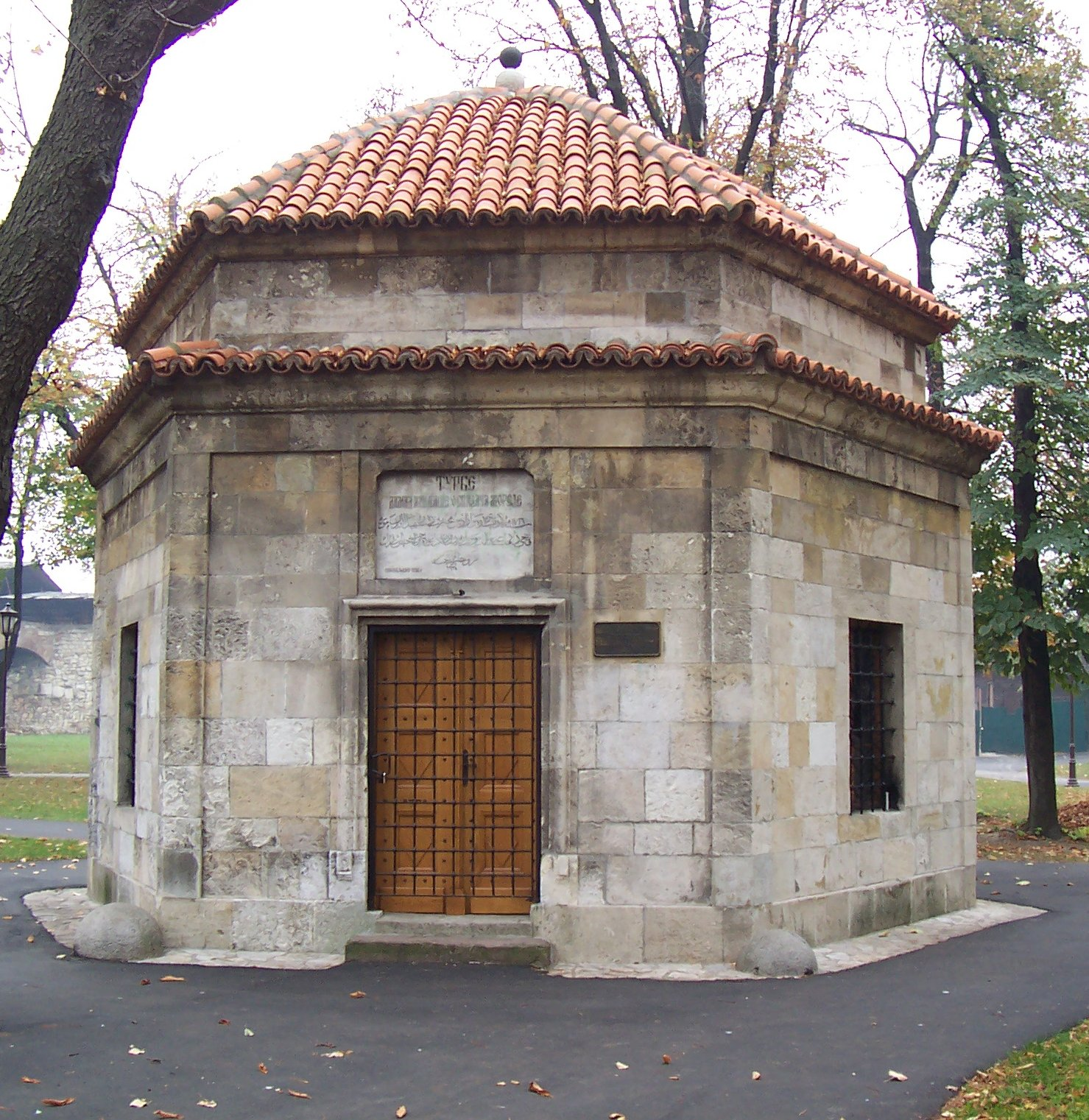
Damad Ali Pascha Türbe von 1784

### Architektur
Die meisten der erhaltenen Wälle, Türme und Tore befinden sich in der Oberstadt. Das älteste und besterhaltene mittelalterliche Tor der Oberstadt ist das Tor des Despoten (um 1405) sowie das doppeltürmige Zindan-Tor (1460). Das Tor des Despoten wird vom Castellan-Turm flankiert, der seit dem 20. Jahrhundert als Observatorium dient.
Vor dem Zindan-Tor liegt eine Bastion mit dem barocken Tor Leopolds I. von 1688–1690. Es ist eines der ältesten österreichischen Bauwerke in der Festung. Über dem Eingang ist das Monogramm L.P. (Leopoldus Primus) eingraviert.
Auf die Österreicher gehen auch der barocke 27,5 Meter hohe Uhrturm Sahat Kula (erste Hälfte des 18. Jahrhunderts) und das Sahat-Tor zurück. Das Doppeltor der Stambol kapija (Tor nach Istanbul) besteht aus dem inneren und äußeren Stambol-Tor und war das Haupttor der Stadt. Hier hing die Fahne des Osmanischen Reiches, die erst 1876 nach dem Serbisch-Osmanischen Krieg als letztes Symbol der Beendigung des Vasallenstatus abgenommen wurde.
Am Eingang zum Kalemegdan liegt das Tor, durch welches Karađorđe 1807 beim ersten serbischen Aufstand in die Festung von Belgrad eindrang, weshalb das Tor nach ihm benannt wurde (Karadjorde-Tor).
Im Parkbereich der Oberstadt steht die Türbe von Damad Ali Pascha, eines der am besten erhaltenen orientalischen Denkmäler Belgrads. Die Türbe zu Ehren des Großwesirs wurde 1784 über dem Grab des Muhafiz (Festungskommandanten) Ismet Mehmed Pascha errichtet. Hier sind die Festungskommandanten Selim Pascha (1847) und Hasan Pascha (1850) begraben.
Neben dem Ende des 17. Jahrhunderts errichteten und über eine Brücke zu erreichenden Königstor befindet sich der 51 Meter tiefe Römische Brunnen von 1717–1731. Das Defterdar-Tor ermöglicht die Verbindung zwischen Ober- und Unterstadt und bekam sein jetziges Aussehen im 18. Jahrhundert. Am Defterdar Tor befindet sich der Brunnen des Mehmed-paša Sokolović (1567). Der trug nach Evliya Çelebi folgende Inschrift: „Komme näher Bey, wenn du wünscht vom himmlischen Reichtum zu trinken.“ Während der Österreichischen Rekonstruktion der Belgrader Festung 1717–1739 wurde der Brunnen verschüttet und erst 1938 wieder ausgegraben.
In der Unterstadt sind die Denkmäler des ehemals als Gefängnis dienenden Nebojša-Turm (1460), das Tor Karls VI. (1736), das Türkische Vidin-Tor sowie der osmanische Hamam aus dem 18. Jahrhundert zu sehen. Zwischen dem 11. und 15. Jahrhundert wurde der Jakšić-Turm errichtet, der nach mehrmaligen Umbauten sein derzeitiges Aussehen im Jahr 1937 erhielt.
Zwei kleinere religiöse Bauwerke, die Rosenkirche und die Kirche der hl. Petka sind in der Unterstadt ebenfalls erhalten. Die ehemalige orthodoxe Metropolitenkirche und ein Franziskaner-Kloster wurden mit der osmanischen Eroberung 1521 und die in der Oberstadt gelegene Hauptmoschee mit der österreichischen Eroberung 1718 zerstört, ihre Grundmauern zum Teil archäologisch konserviert.

### Monumente
Innerhalb der Festung und des Kalemegdan finden sich zahlreiche überwiegend bronzene Statuen und Monumente. Am bekanntesten ist das auf einer Terrasse der Oberstadt stehende Denkmal eines nackten Kriegers, des Pobednik (Siegers) von Ivan Meštrović. Der Pobednik ist zu Ehren des Sieges gegen die Türken in den Balkankriegen aufgestellt worden. Neben dem Pobednik stammt noch das Monument Merci à la France (Dank an Frankreich) von 1930 von Meštrović. Die Großskulptur einer nackten Frau mit Schwert, die metaphorisch Serbien zu Hilfe eilt, gedenkt der Allianz zwischen Frankreich und Serbien im Ersten Weltkrieg. Von Toma Rosandić stammt der Brunnen Kampf (Borba) im Großen Kalemegdan.

## Museen
Das Militärhistorische Museum existiert seit 1878 und befindet sich seit 1904 in der Oberstadt. Das heutige Gebäude wurde 1923/1924 errichtet. Neben der Militärgeschichte der Region von der Antike bis zum Kosovokrieg ist zahlreiches modernes Kriegsgerät der Wehrmacht, Roten Armee sowie der NATO-Allianz ausgestellt. Auf den Freiflächen um das Museum finden sich aber auch mit Rittern und Kriegsszenen geschmückte mittelalterliche monumentale Steći aus der Herzegowina.

## Galerie

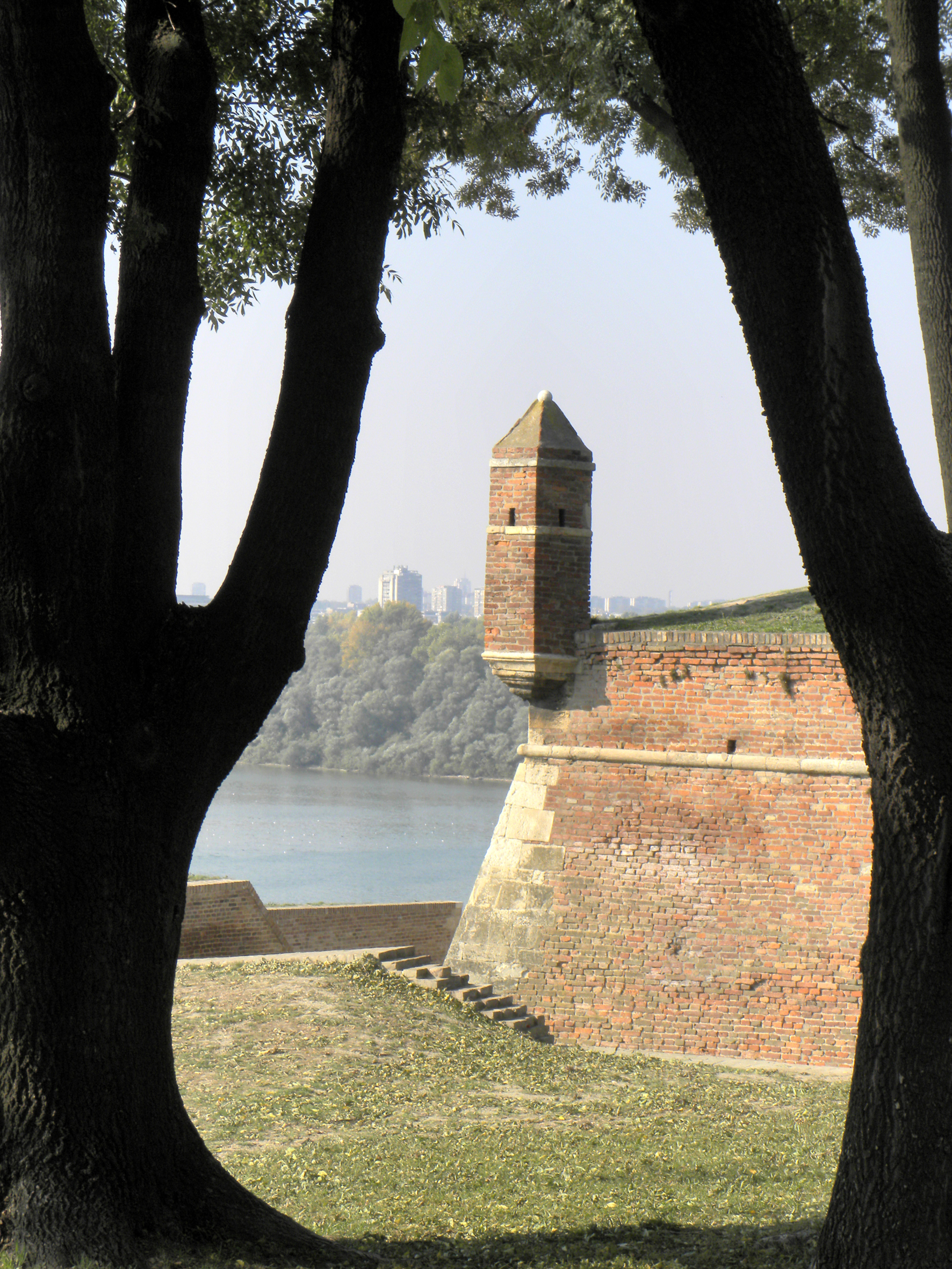
Mauern der Belgrader Festung
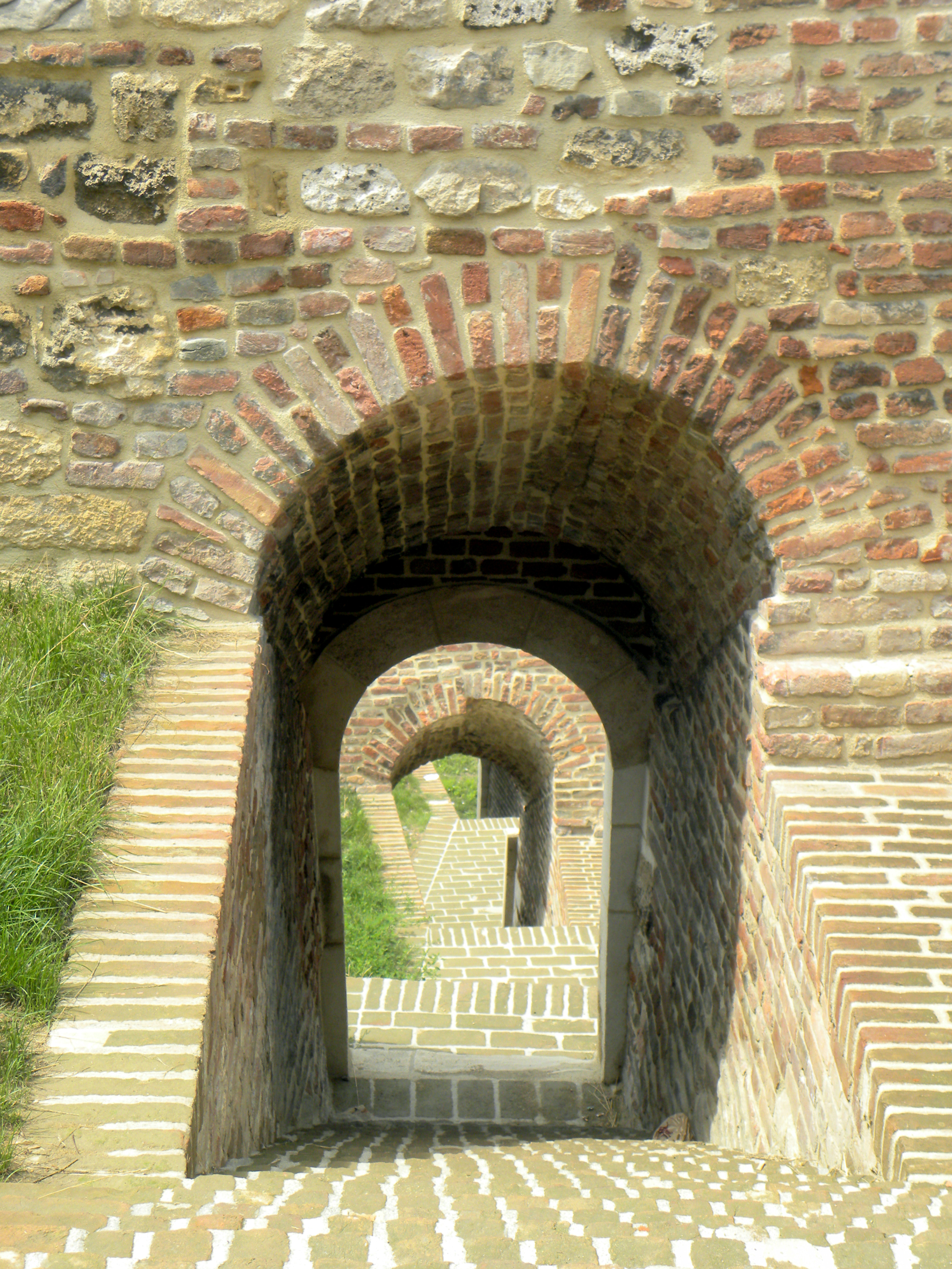
Mauern der Belgrader Festung
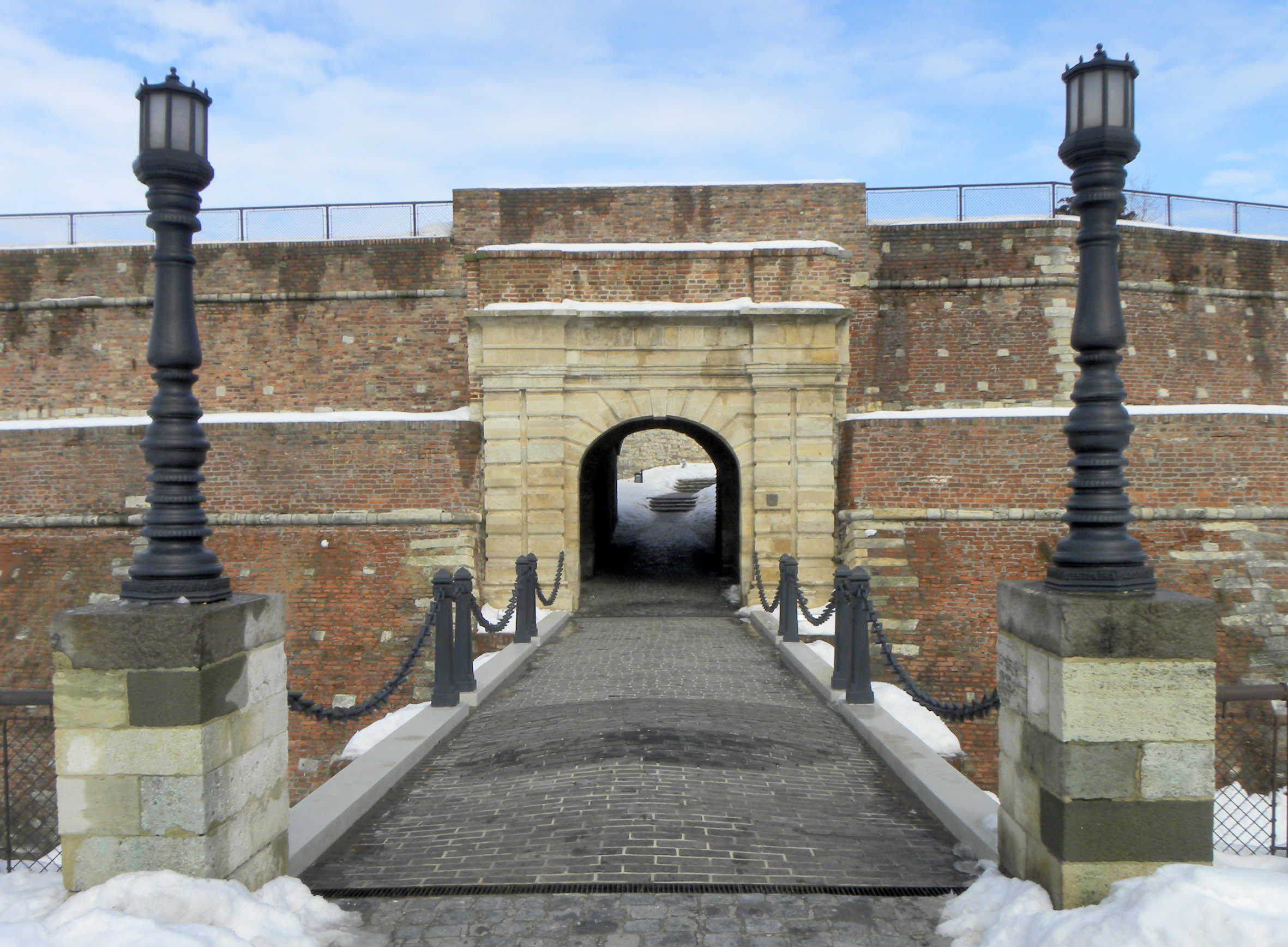
Königstor
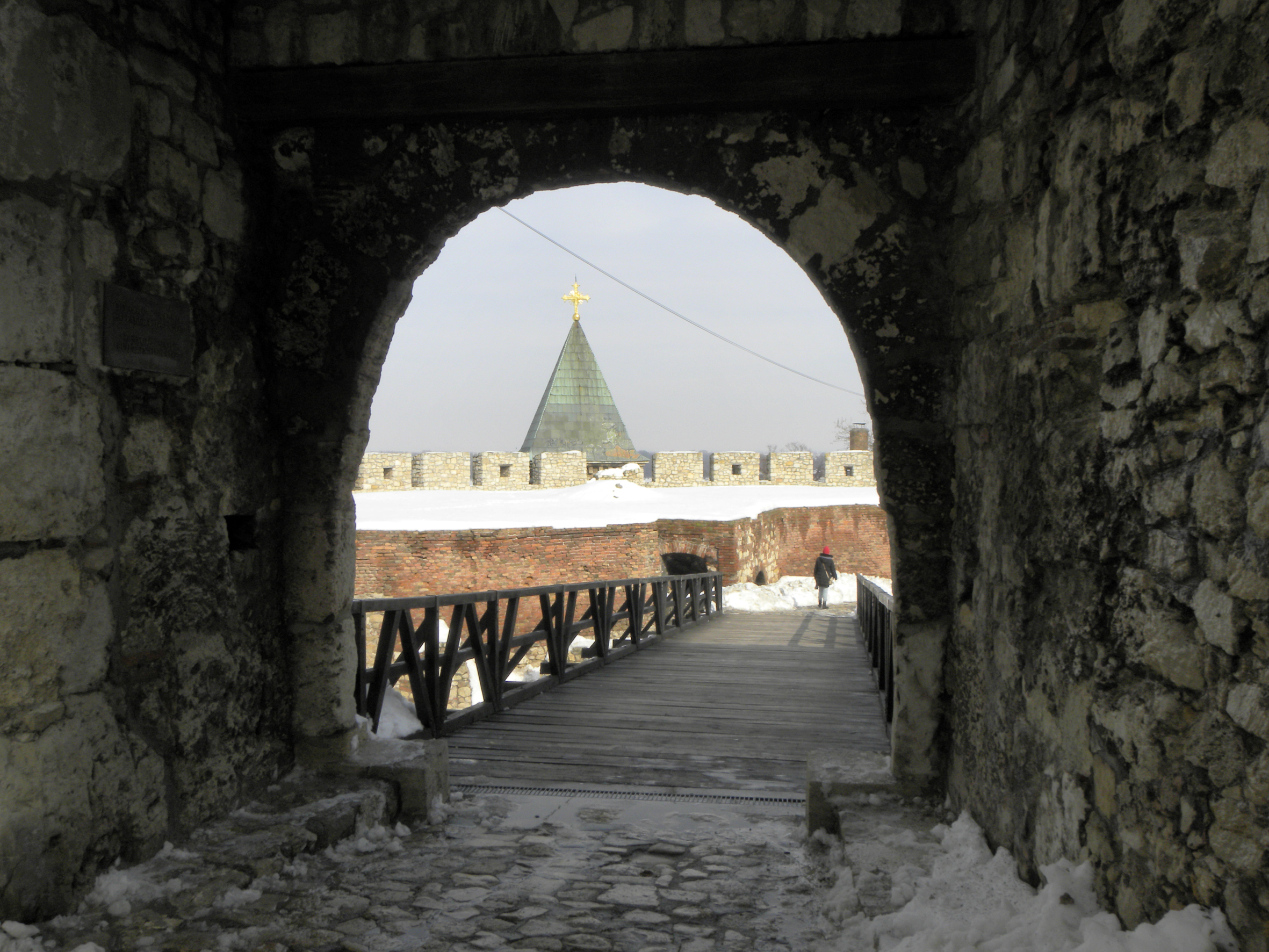
das Tor des Despoten
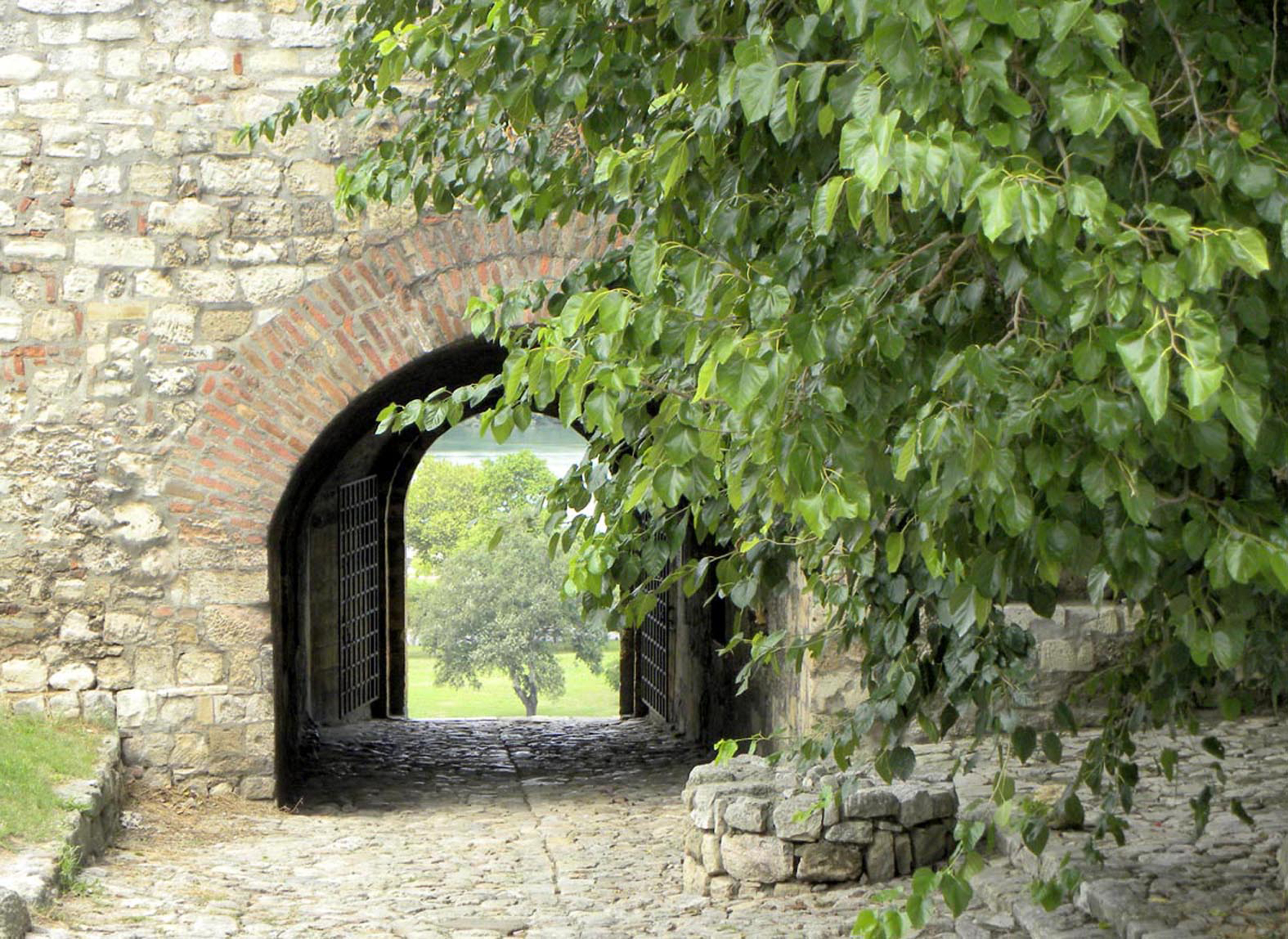
das Defterdar-Tor
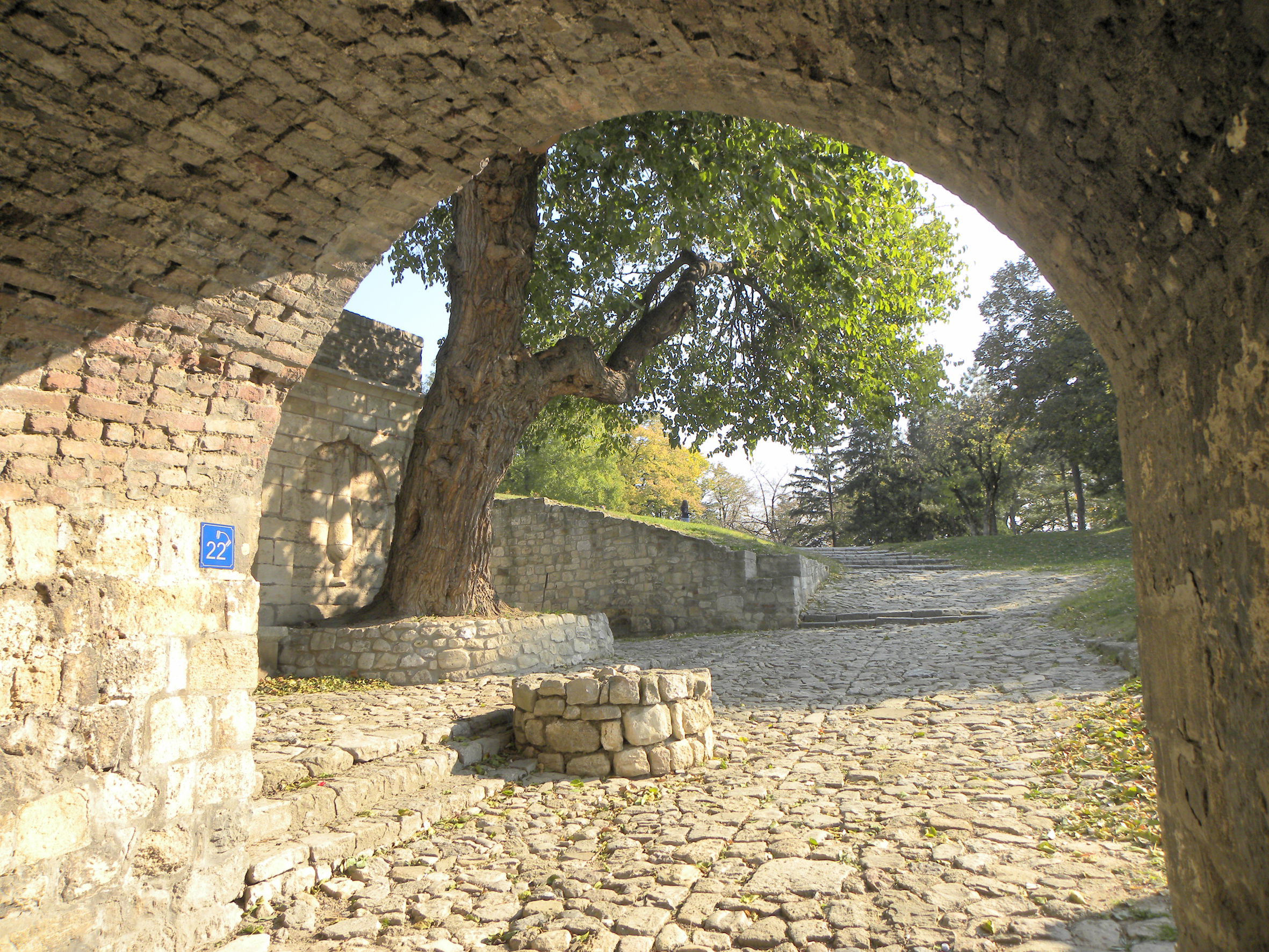
das Defterdar-Tor
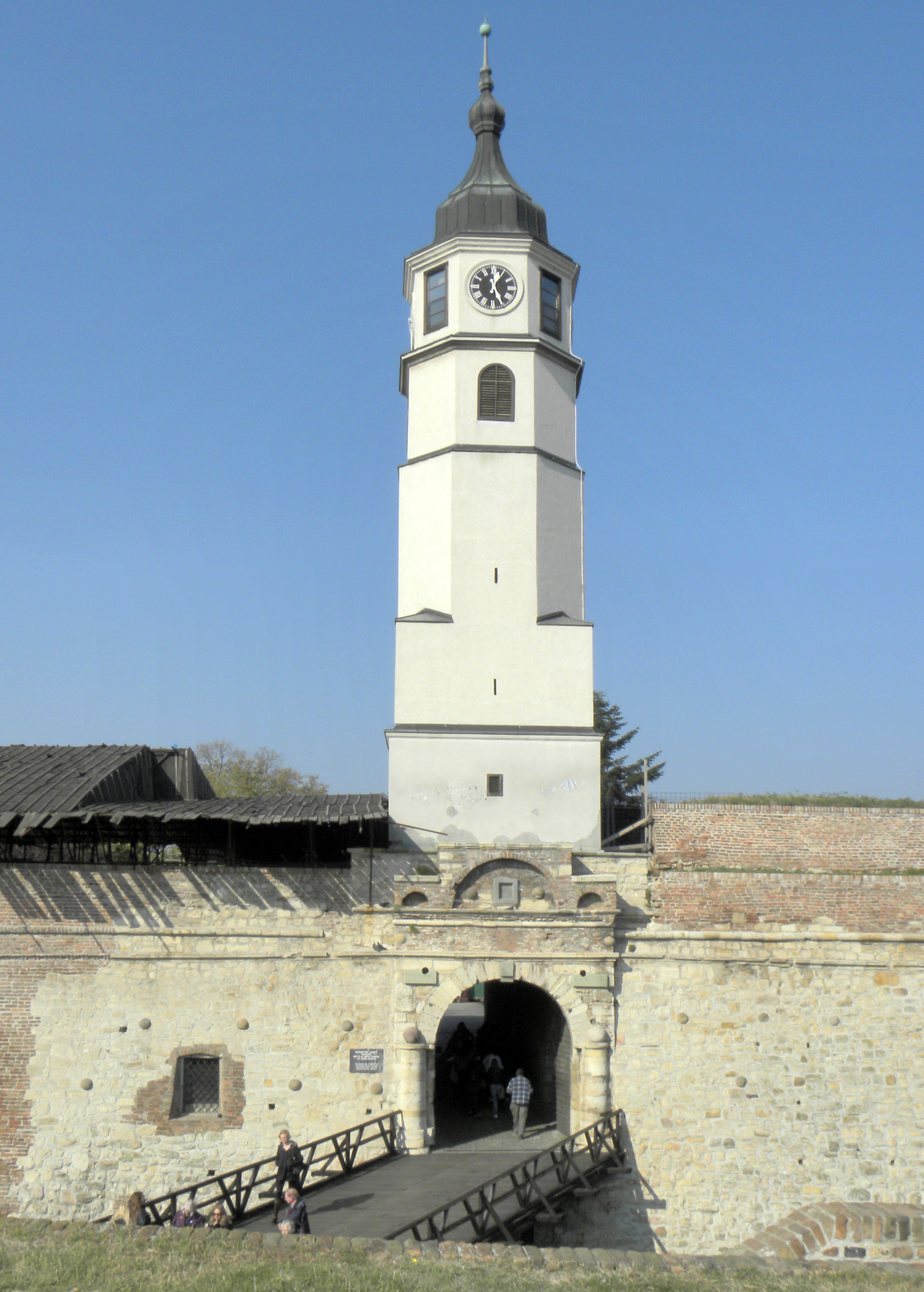
Uhrturm Sahat kula
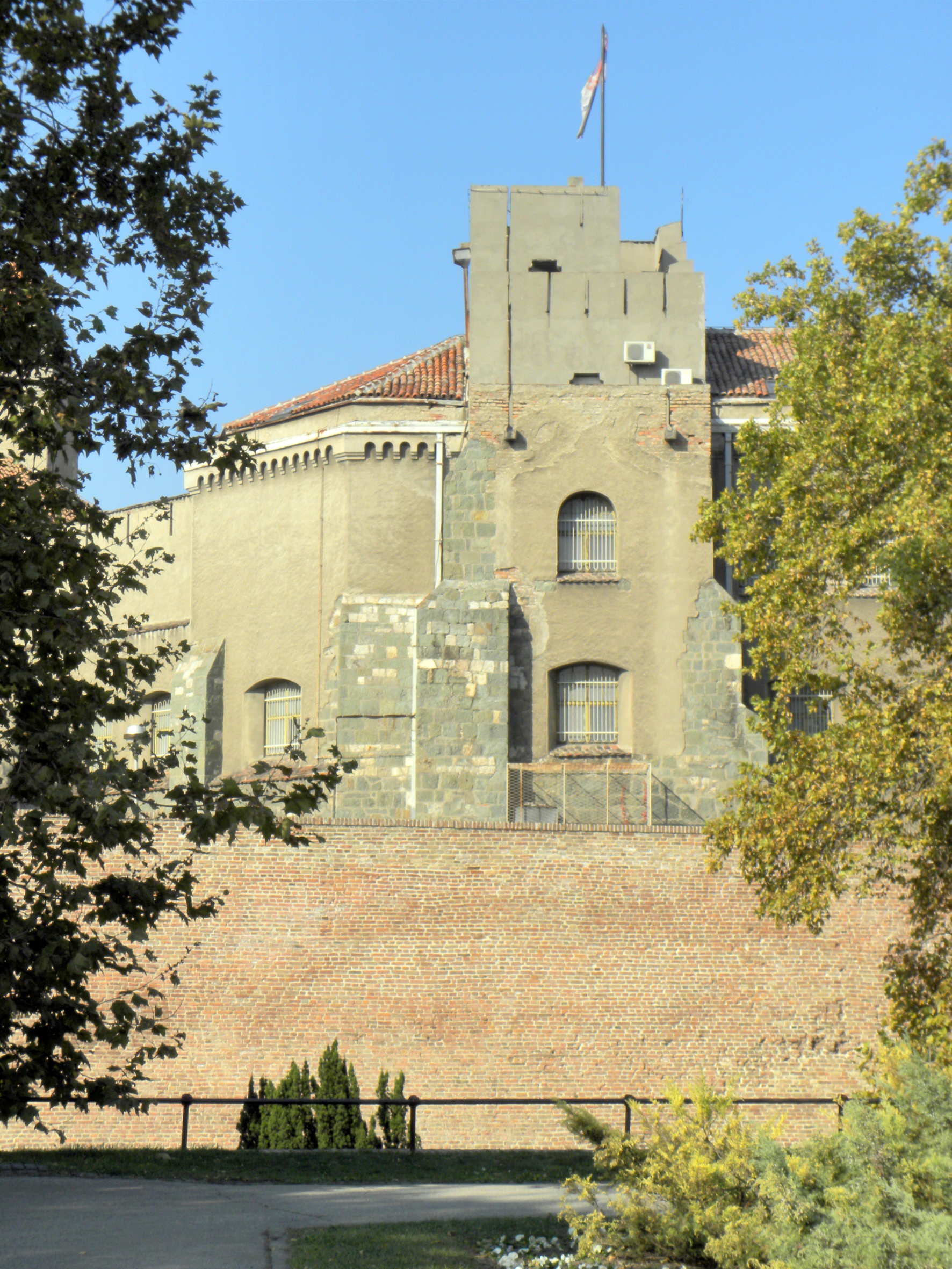
das Militärhistorische Museum
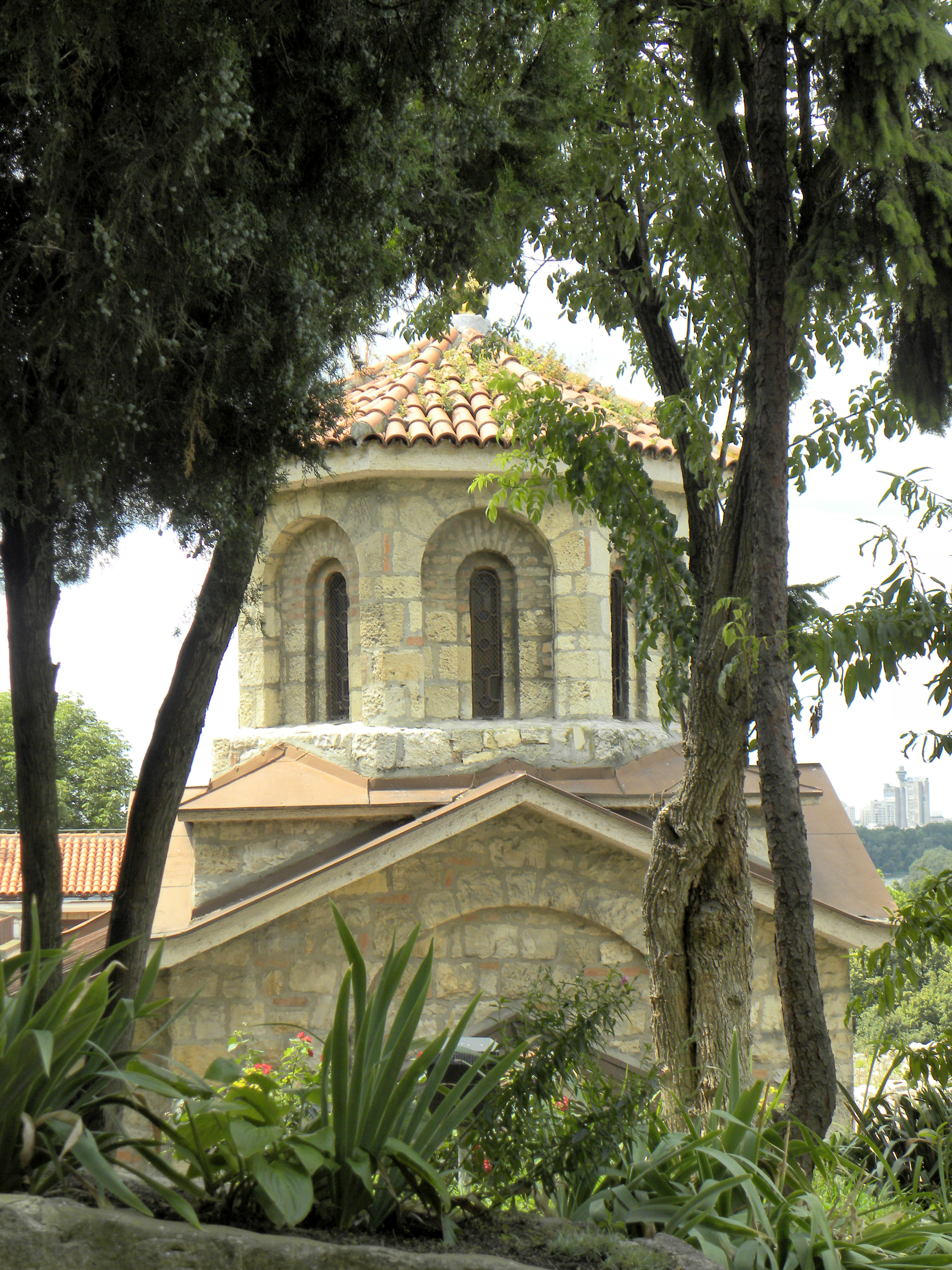
die Kirche der Heiligen Petka
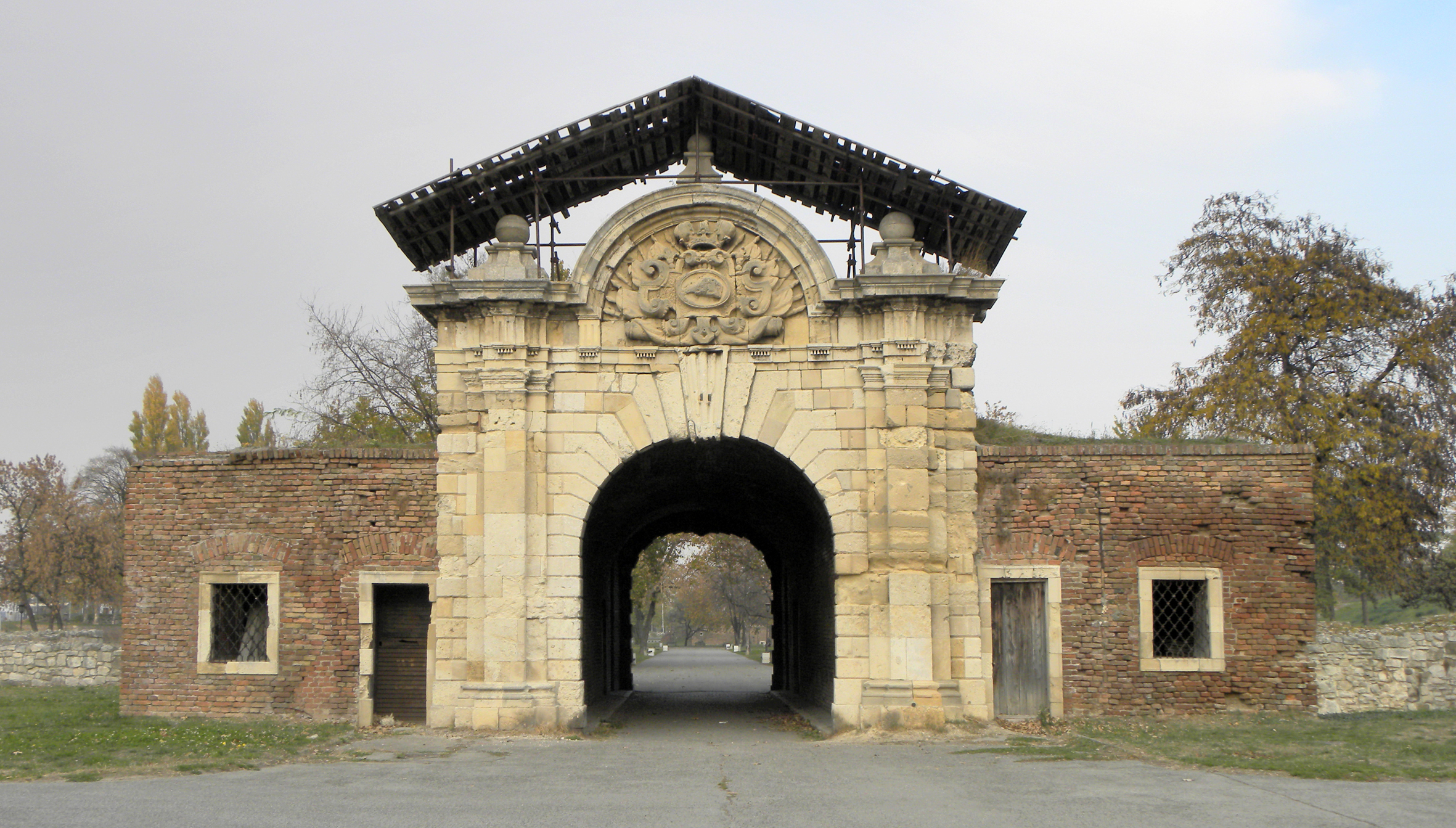
das Tor Karls VI.
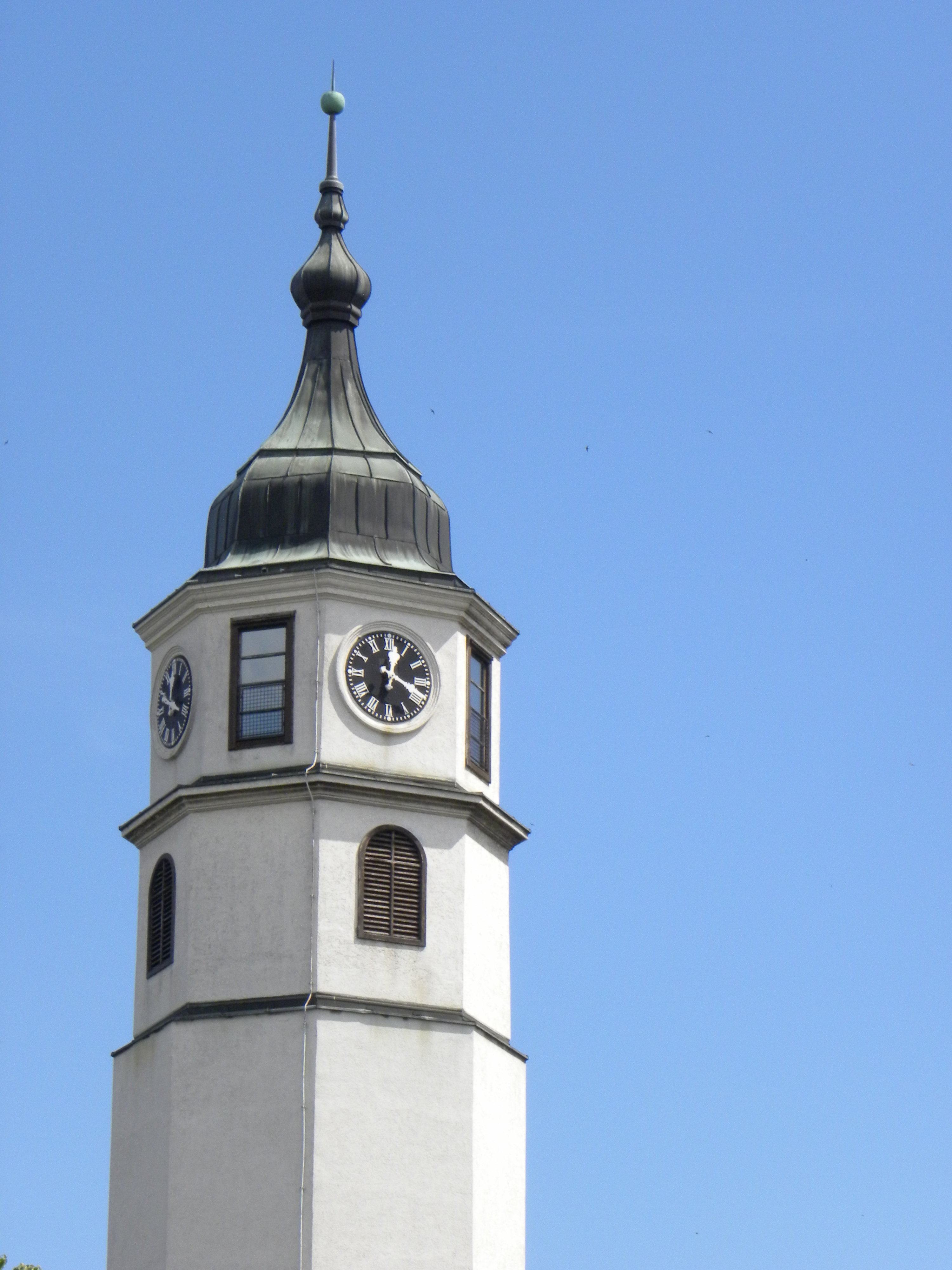
Uhrturm Sahat kula
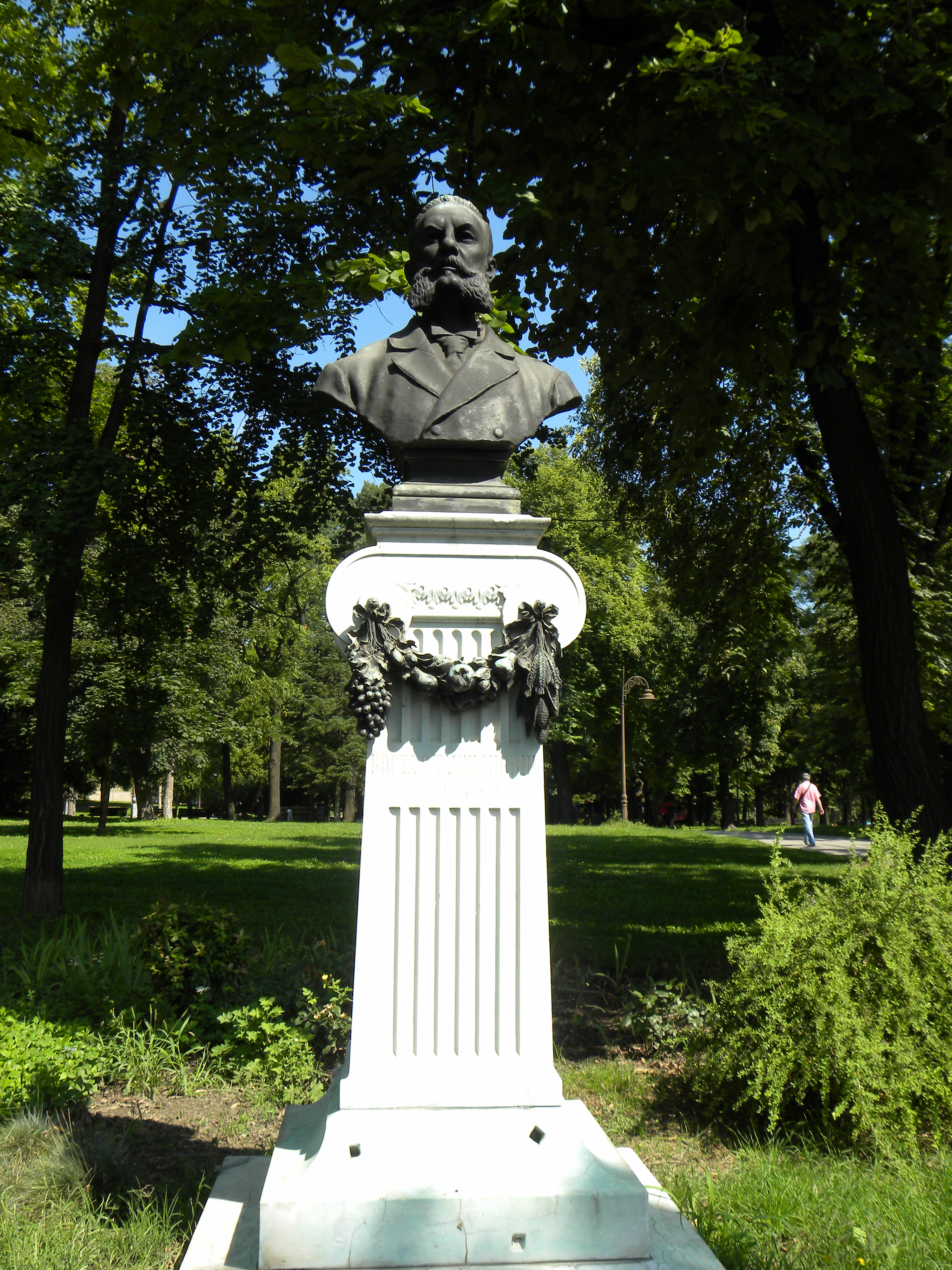
Denkmal für Kosta Taušanović
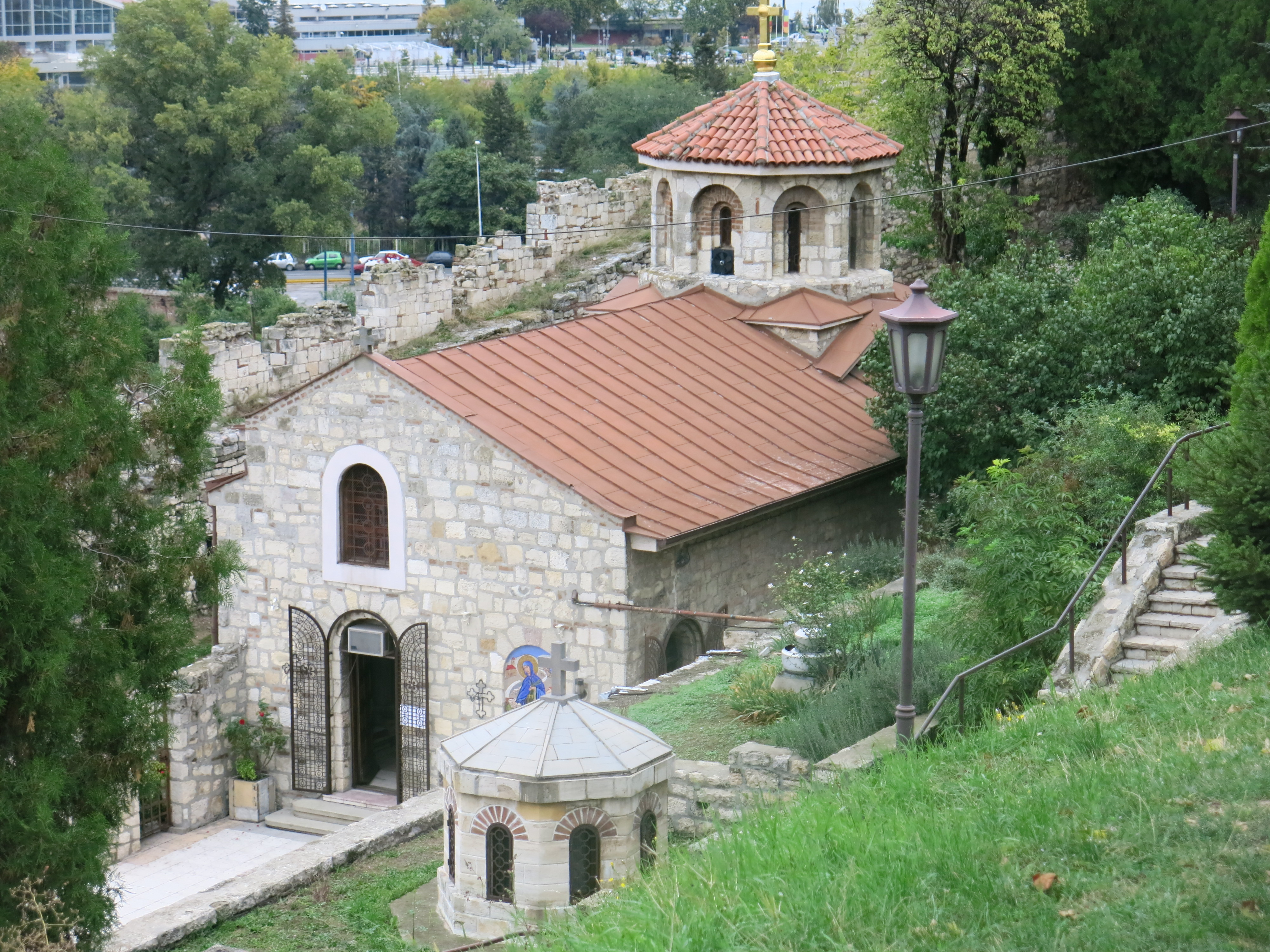
die Rosenkirche
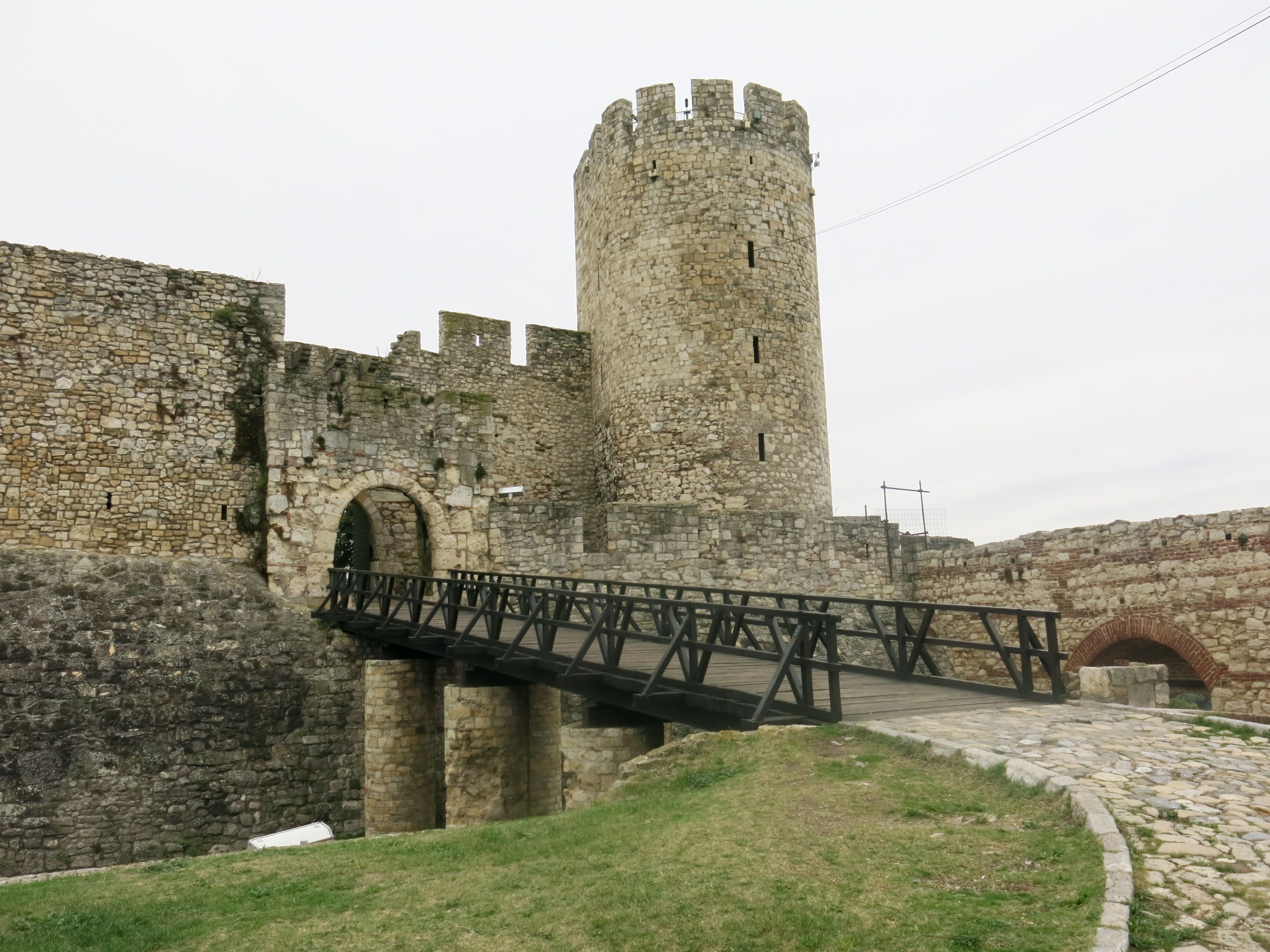
Tor des Despoten
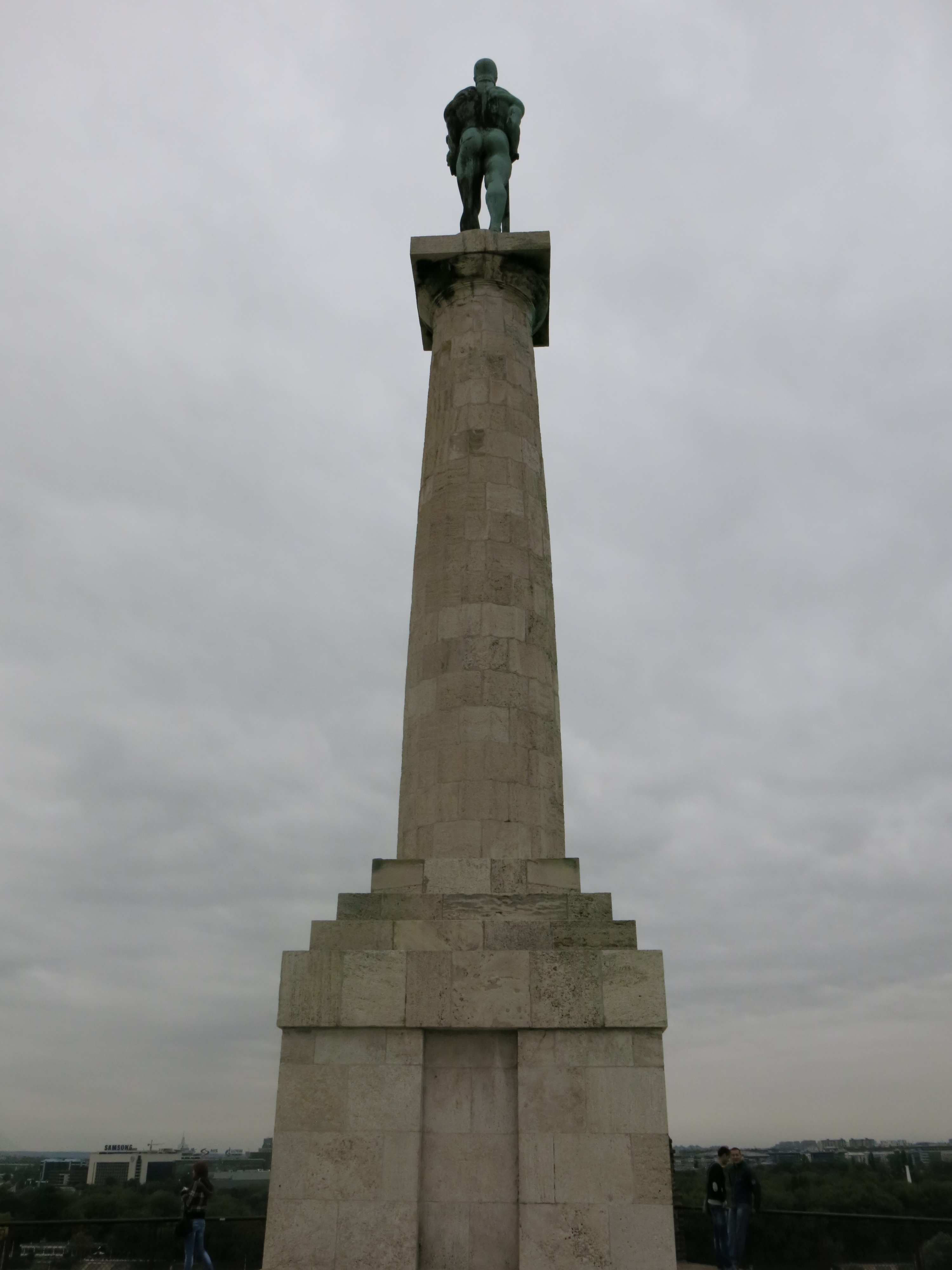
Pobednik